# 盖伦帆船

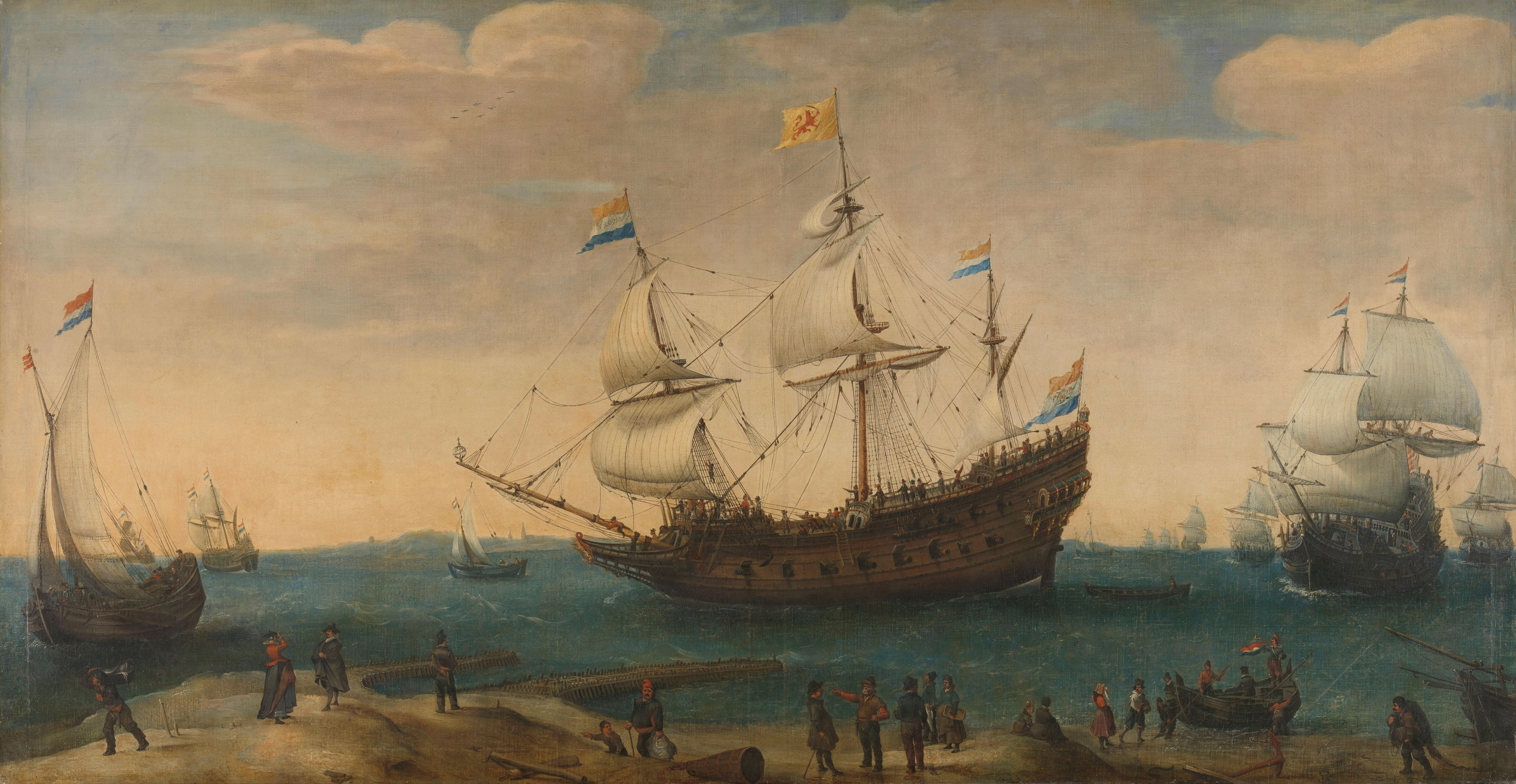
荷蘭蓋倫帆船莫里茨號

盖伦帆船（西班牙語：Galeón），又译加利恩帆船、加雷翁船，是至少有兩層甲板所構成的大型帆船。它最早在16至18世紀期間被歐洲多國所採用。不論它是用於貿易還是海戰，一般都配備有半蛇砲（一種加農炮）。

## 構造
蓋倫帆船可以說是卡拉維爾帆船及克拉克帆船的改良版本，以用作遠洋航行。它採用了被調低的船首，以及延長了的船身，令它在水面航行時有著前所未有的穩定性。蓋倫帆船的獨特構造更減低了其前舷的風阻，航行速度得以提高，亦易於操舵。比起舊有的版本，蓋倫帆船的船身更為修長及狹窄，再加上它以方型的艉楼取代傳統的弧形船尾，令它比舊版本更為適合遠洋航行。而它的重量也是其獨特的地方。一般的克拉克帆船重達1000噸，而蓋倫帆船只是重500噸左右，令速度比前者更快。此外，蓋倫帆船擁有十分堅固的船身，令它適合於遠洋探險、遠洋貿易及海戰等多個不同方面的範疇。最重要的是，它的生產成本比克拉克帆船便宜，生產三艘克拉克帆船的成本可以生產五艘蓋倫帆船。蓋倫帆船被製造出來的年代，正好是西歐各國爭相建立海上強權的大航海時代。所以，蓋倫帆船的面世，亦對歐洲局勢的發展有一定影響。

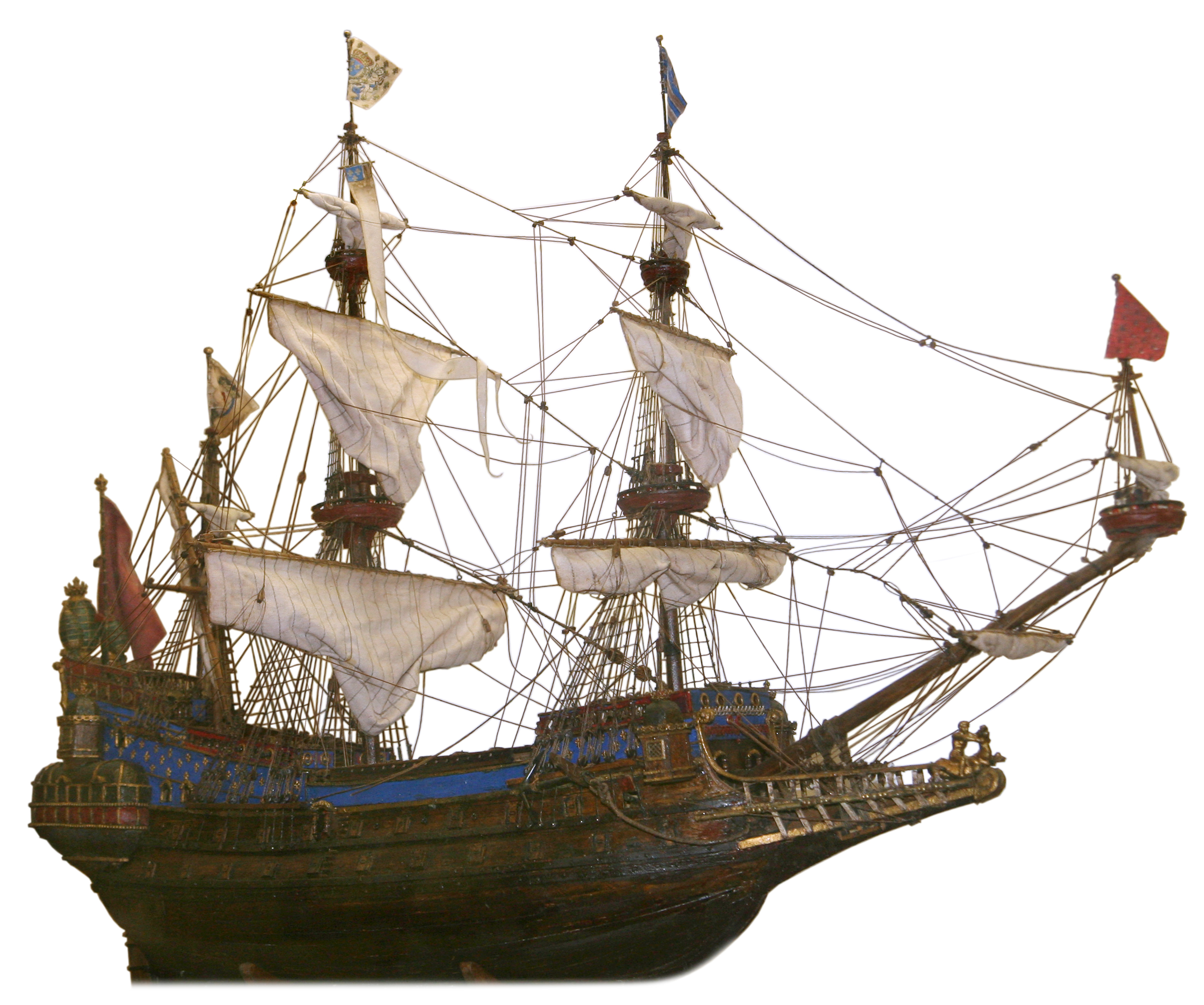
法国蓋倫帆船
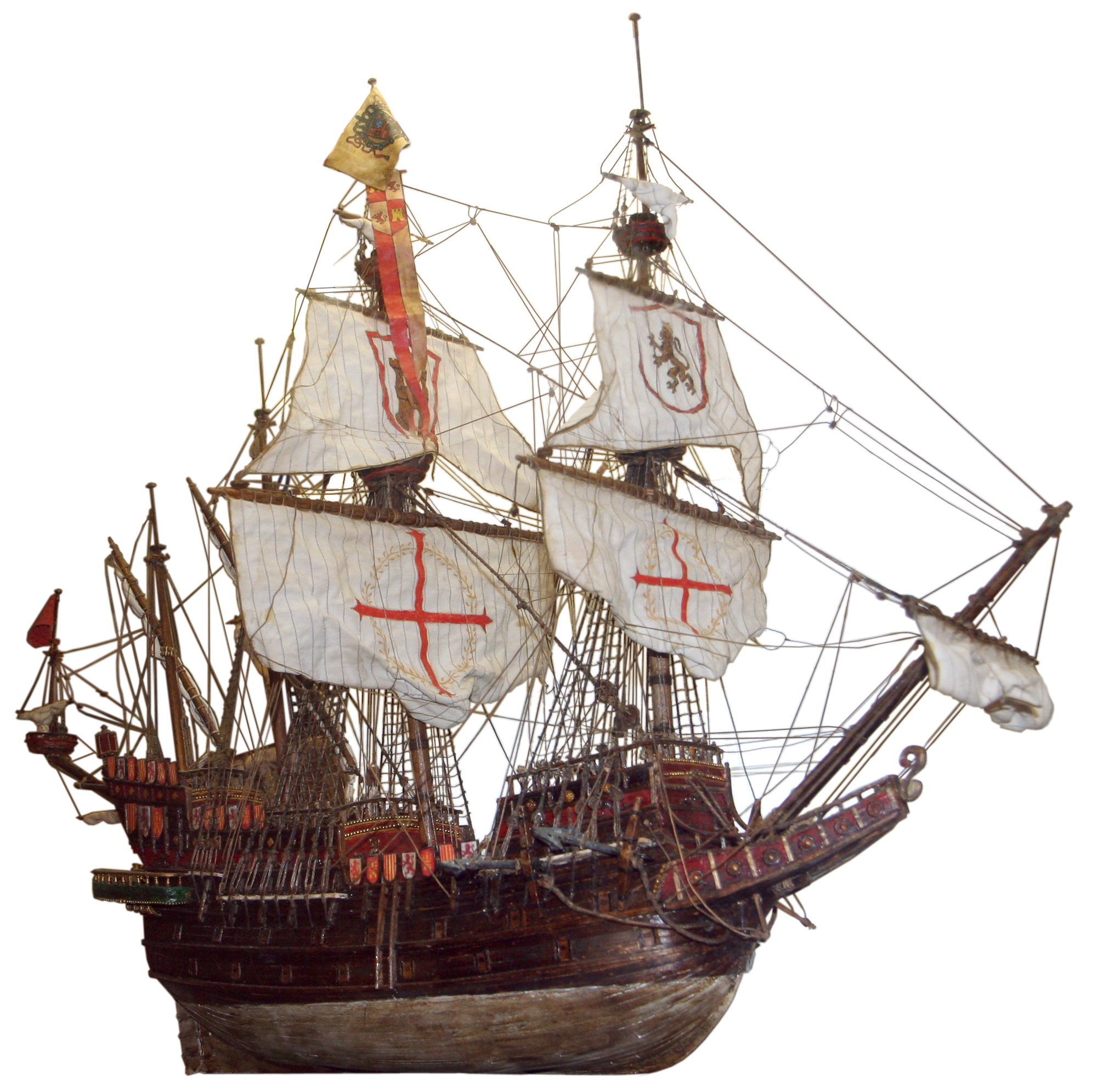
西班牙蓋倫帆船
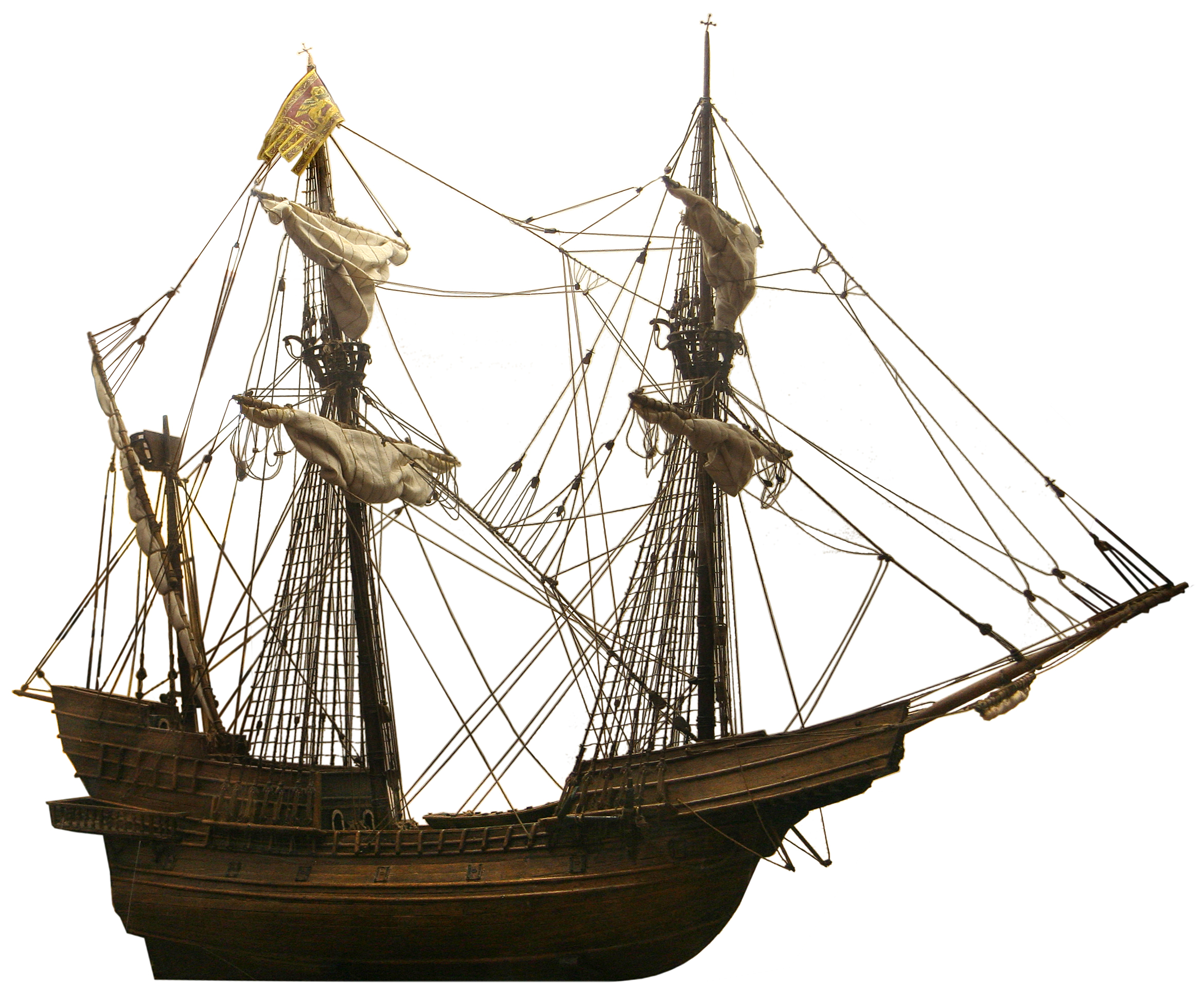
威尼斯蓋倫帆船

## 裝備
蓋倫帆船以風帆作為動力，而一艘蓋倫帆船大多配備有三至五根桅杆。除了最後一根桅杆使用三角帆外，它大多都配以橫帆作為船帆。用途廣泛的蓋倫帆船，亦可以輕易的改裝成商用及軍用帆船，亦因如此，大多數商用的蓋倫帆船一般也會裝上數門的加農炮或重火炮以作武裝。

## 材質
一般的蓋倫帆船使用橡木（作為龙骨）、松木（作為桅桿）以及一些硬木作為船身及甲板。但是要製作一架蓋倫帆船的費用也不菲，需要動用幾十名木匠、鐵匠、船匠花費數月才可完工。

## 應用
蓋倫帆船在軍事的應用上較遠洋貿易用為多。在16世紀西班牙的無敵艦隊就是主要由蓋倫帆船所組成。虽然英國的約翰·霍金斯击败了西班牙的無敵艦隊，然而大多数蓋倫帆船却幸存下來。此外，很多歐洲國家也開始應用蓋倫帆船作為遠洋探險及貿易。

## 退出
直至19世紀初，歐洲人還繼續使用蓋倫帆船作為航行船隻。可是，隨著科技的進步，很多新式船艦如蒸汽船的面世，就令蓋倫帆船漸漸的被人摒棄，最後更退出航海舞台。